# Shahrestān di Ijerod
Lo shahrestān di Ijerod o Ejrud (farsi شهرستان ایجرود) è uno degli 8 shahrestān della provincia di Zanjan; il capoluogo è Zarrinabad. Lo shahrestān è suddiviso in 2 circoscrizioni (bakhsh):
- Centrale (بخش مرکزی)
- Halab (بخش حلب), con la città di Halab.